# Ружомберок (округа)
Окрес Ружомберок (словац. Okres Ružomberok), в складі Жилінського краю Словаччини. Адміністративний центр — містечко Ружомберок. Загалом входить до історичної області Ліптовського жупану й знаходиться в центрі краю та в пониззі річки Ревуца на стику з Вагом, по-межи гірських відрогів Нижніх Татр та Великих Фатр.

## Розташування
Окрес Ружомберок знаходиться в центрі Жилінського краю. Займає переважно передгірські території, загалом становить 647 км² з населенням близько 60 000 мешканців. Центральною віссю округи є долина річки Ревуца та східна частина долини річки Ваг, яка зі всіх сторін оточена гірськими відрогами хребтів — Великих Фатр із заходу, Хочських вершин з півночі та Низьких Татр (Nízke Tatry) із півдня. Розташовані Любельські пагорби.

## Населення
| Рік:            | 1994.  | 2004.   | 2014.   | 2024.   |
| --------------- | ------ | ------- | ------- | ------- |
| Кількість осіб: | 59 516 | 59 136  | 57 403  | 56 278  |
| Різниця:        |        | -0,63 % | -2,93 % | -1,95 % |

| Рік:            | 2023.  | 2024.   |
| --------------- | ------ | ------- |
| Кількість осіб: | 56 488 | 56 278  |
| Різниця:        |        | -0,37 % |

## Адміністративний поділ
Адміністративна одиниця — окрес Ружомберок — вперше була сформована в 1918 року, ще за мадярських часів. З середини 20 століття він вже сформувався остаточно, до нього входять 24 села (обец) та сам центр округи містечко Ружомберок.
Перелік обец, що входять до окреси Ружомберок та їх орієнтовне розташування — супутникові знимки:
| - Бешеньова (Bešeňová) - Валаска Дубова (Valaská Dubová) - Губова (Hubová) - Івахнова (Ivachnová) - Каламени (Kalameny) - Ком'ятна (Komjatná) - Лікавка (Likavka) - Ліптовська Лужна (Liptovská Lúžna) - Ліптовська Осада (Liptovská Osada) - Ліптовська Штявниця (Liptovská Štiavnica) - Ліптовська Тепла (Liptovská Teplá) - Ліптовське Ревуце (Liptovské Revúce) | - Ліптовське Сліаче (Liptovské Sliače) - Ліптовський Міхал (Liptovský Michal) - Ліскова (Lisková) - Лудрова (Ludrová) - Лучки (Lúčky) - Любохня (Ľubochňa) - Мартінчек (Martinček) - Поток (Potok) - Станковани (Stankovany) - Турік (Turík) - Штявнічка (Štiavnička) - Швошов (Švošov) |